# Brasilianischer Real (alt)
Die erste offizielle Währung Brasiliens war der Real (ausgesprochen [ʁeˈaw]; Plural: réis) mit dem Symbol Rs$. Als Währung des portugiesischen Reiches war er in Brasilien seit den Anfängen der Kolonialzeit bis 1942 in Gebrauch. Danach wurde er durch den Cruzeiro ersetzt.
Der Name „Real“ wurde 1994 für die neue Währungseinheit wiederbelebt (allerdings mit der neuen Pluralform „Reais“). Diese Währung ist noch immer in Gebrauch. Ein moderner Real entspricht  dem 2,75 Trillionen fachen Wert des alten Réis.
Der Name kommt vom portugiesischen Wort real (im Sinne von „königlich“ oder „königlich“) und wurde von einer portugiesischen Währung übernommen, die früher in Brasilien verwendet wurde.

## Münzen
In den 1750er Jahren waren Kupfermünzen im Wert von 5, 10, 20 und 40 Réis im Umlauf, Silbermünzen im Wert von 75, 150, 300 und 600 Réis sowie Goldmünzen im Wert von 1.000, 2.000, 4.000 und 6.400 Réis. Die Silbermünzen wurden 1778 mit der Einführung von 80, 160, 320 und 640 Réis reformiert. Zwischen 1780 und 1782 kamen Goldmünzen im Wert von 800, 1.600 und 3.200 Réis hinzu. 1809 wurden ältere Kupfer- und Silbermünzen mit dem portugiesischen Wappen gegengeprägt, wodurch sich der Wert der 5-, 10-, 20- und 40-Real-Münzen verdoppelte und der Wert der 75-, 150-, 300- und 600-Real-Münzen auf 80, 160, 320 und 640 Réis stieg.
Zwischen 1833 und 1835 wurde das Münzsystem reformiert. Die Kupfermünzen wurden landesweit vereinheitlicht, mit der Einführung von gegengestempelten Münzen zu 10, 20 und 40 Réis. Silbermünzen wurden in den Stückelungen 100, 200, 400, 800 und 1.200 Réis sowie Goldmünzen zu 10.000 Réis eingeführt.
Eine weitere Reform zwischen 1848 und 1854 reduzierte den Silber- und Goldgehalt der Münzen. Es wurden neue Silbermünzen zu 200, 500, 1.000 und 2.000 Réis sowie Goldmünzen zu 5.000, 10.000 und 20.000 Réis eingeführt. 1868 wurden 10 und 20 Réis aus Bronze eingeführt, 1871 folgten 100 und 200 Réis aus Kupfernickel, 1873 40 Réis aus Bronze und 1886 50 Réis aus Kupfernickel. Die 10 Réis wurden 1870 abgeschafft.
Im Jahr 1901 wurden Kupfernickelmünzen im Wert von 400 Réis eingeführt, gefolgt von Kupfernickelmünzen im Wert von 20 Réis im Jahr 1918. Aluminiumbronzemünzen im Wert von 500 und 1000 Réis wurden 1922 eingeführt, gefolgt von Kupfernickelmünzen im Wert von 200 Réis, Aluminiumbronzemünzen im Wert von 2000 Réis und Silbermünzen im Wert von 5000 Réis im Jahr 1936.

Auswahl von Münzen
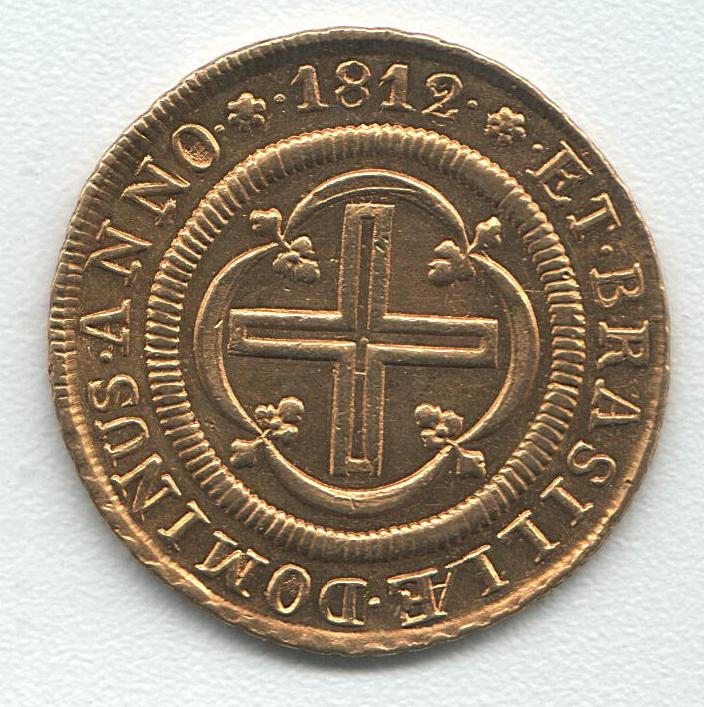
4,000 réis
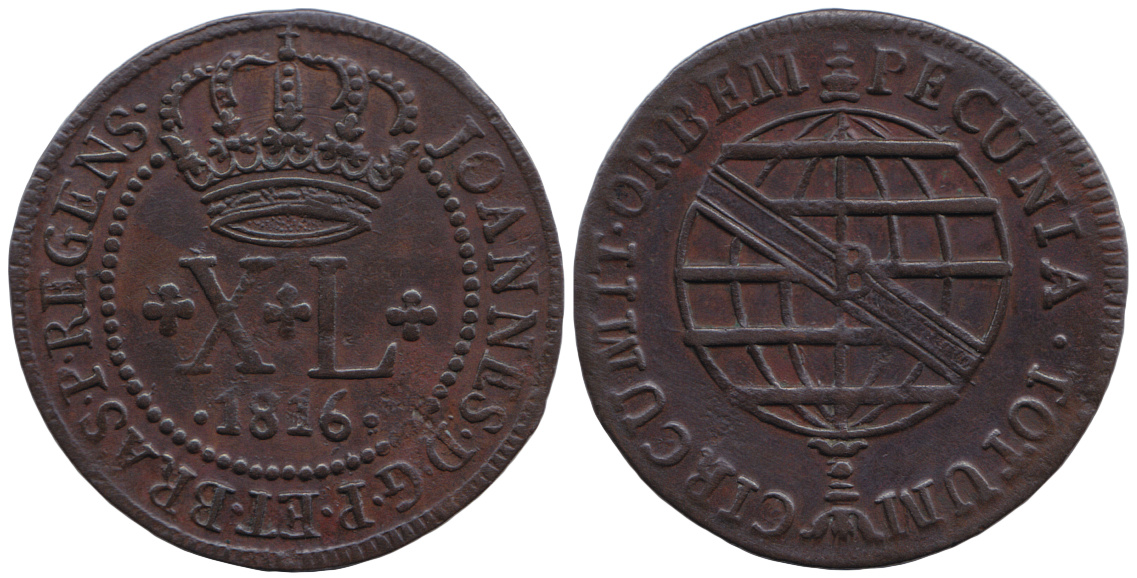
40 (XL) réis
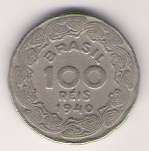
100 réis

## Banknoten
Das erste brasilianische Papiergeld wurde zwischen 1770 und 1793 von der Administração Geral dos Diamantes (Allgemeine Diamantenverwaltung) zur Bezahlung von Diamantensuchern ausgegeben. Es wurden verschiedene Stückelungen mit dem zum Zeitpunkt der Ausgabe aufgedruckten Wert ausgegeben. Sie waren zum Nennwert im Umlauf und konnten in Münzen umgetauscht werden. Banknoten wurden zwischen 1808 und 1857 von verschiedenen Provinzen im Wert von 37+1 ⁄ 2 , 75, 150, 300, 450, 500, 600, 10.000, 25.000, 50.000 und 100.000 Reis ausgegeben.
Die erste Banco do Brazil wurde 1808 gegründet und begann 1810 mit der Ausgabe von Banknoten in den Stückelungen 30, 40, 50, 60, 70, 80, 90, 100, 200, 300 und 400 tausend Réis. 1813 kamen 4, 6, 8, 10, 12 und 20 tausend Réis sowie 1828 1 und 2 tausend Réis hinzu. Diese Bank schloss 1829.
1833 gab die Regierung Kupfernoten im Wert von 1, 2, 5, 10, 20, 50 und 100 tausend Réis heraus. 1835 folgten neue Noten im Wert von 1, 2, 5, 10, 20, 50, 100, 200 und 500 tausend Réis. 1874 kamen neue 500-tausend-Réis-Noten hinzu, 1921 folgten 1.000-tausend-Réis-Noten. Während der restlichen Umlaufdauer des Reals wurden weiterhin Banknoten ausgegeben.
Zwischen 1850 und 1893 gaben mehrere Privatbanken Papiergeld in Stückelungen zwischen 10 und 500 tausend Réis aus.
Regionalregierungen gaben zwischen 1892 und 1897 Papiergeld aus. Zu den Nennwerten gehörten 100, 200 und 500 Réis sowie 1, 2, 5, 10, 50, 100, 200 und 500 tausend Réis.
Zwischen 1906 und 1910 gab die Caixa de Conversão Banknoten im Wert von 10, 20, 50, 100, 200, 500 und 1.000 tausend Réis (1 conto de réis) aus. 1905 wurde eine weitere Banco do Brazil gegründet, die zwischen 1923 und 1942 Papiergeld im Wert von 1, 2, 5, 10, 20, 50, 100, 200, 500 und 1.000 tausend Réis ausgab. Ab 1923 wurde der Name der Bank in Banco do Brasil geändert. Im Jahr 1926 gab die Caixa de Estabilização Goldnoten im Wert von 10, 20, 50, 100, 200, 500 und 1.000 tausend Réis aus.
Zwischen 1924 und 1942 gaben die Regionalregierungen erneut Papiergeld heraus. Zu den Nennwerten gehörten 2, 5, 10, 20, 50, 100, 200 und 500 tausend Réis.
Die letzten „Réis“-Banknoten wurden durch Cruzeiro-Banknoten ersetzt und 1955 eingezogen.

Auswahl von Banknoten
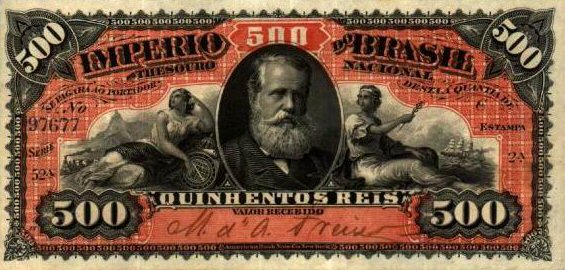
500 réis
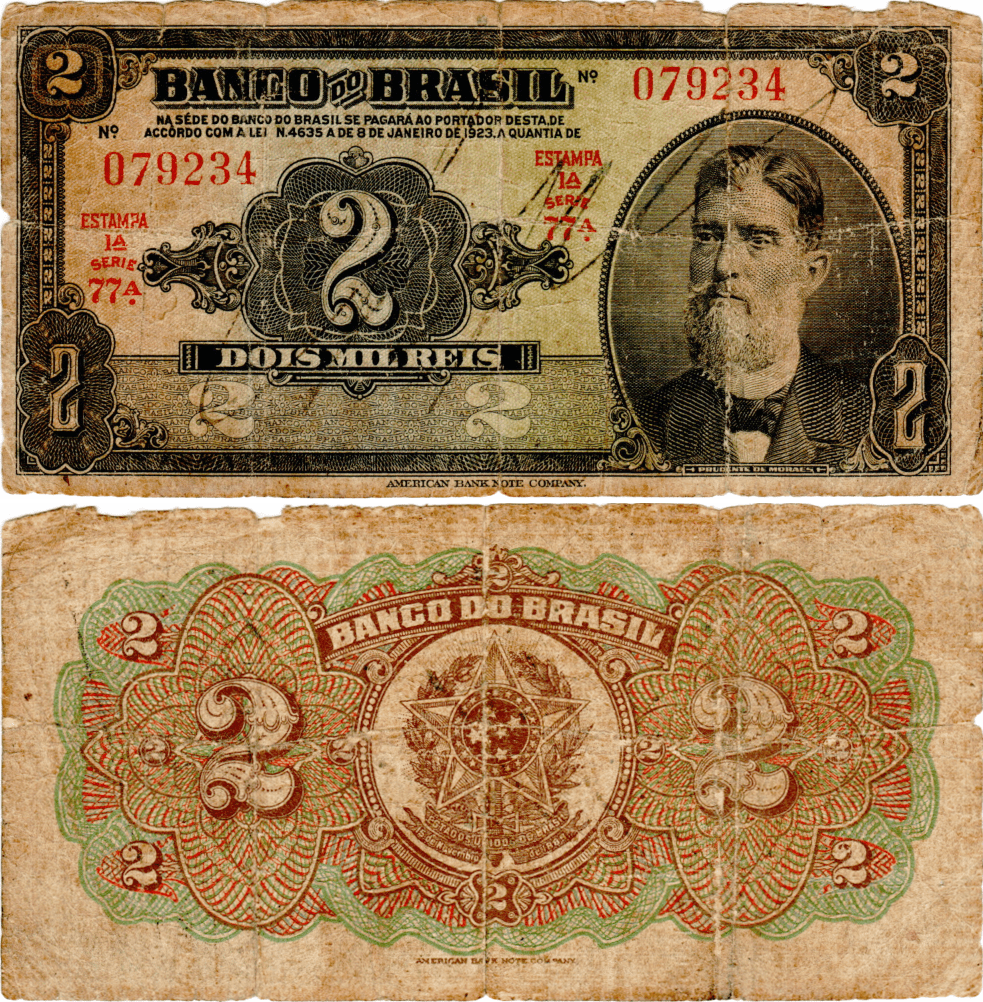
2 tausend réis mit Prudente de Morais
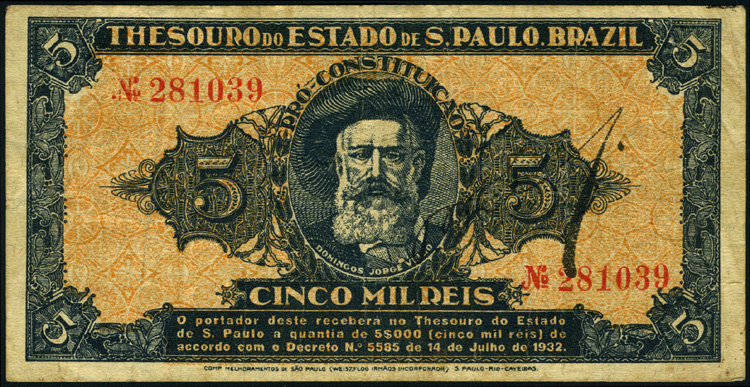
5 tausend réis
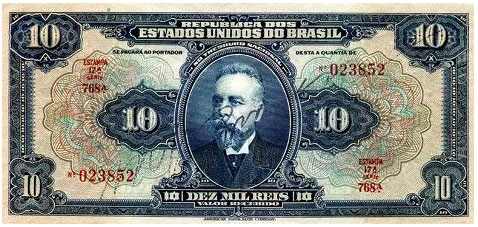
10 tausend réis mit Campos Sales
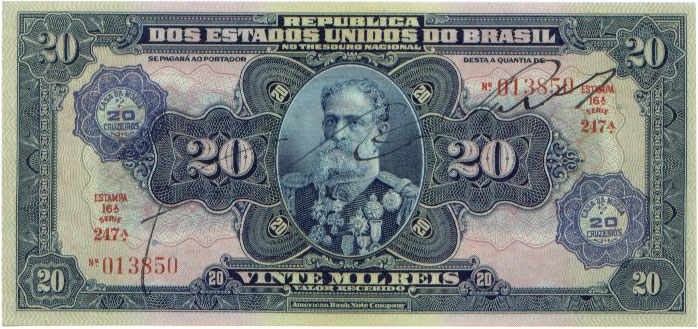
20 tausend réis
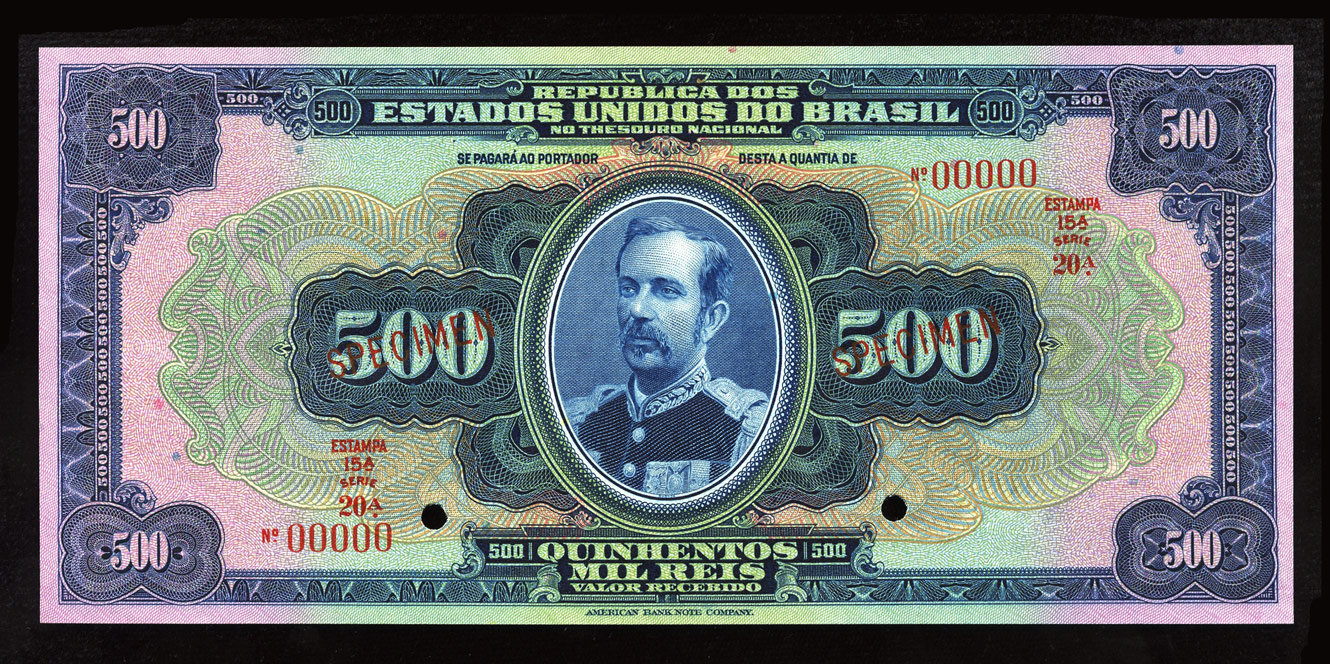
500 tausend réis mit Floriano Peixoto
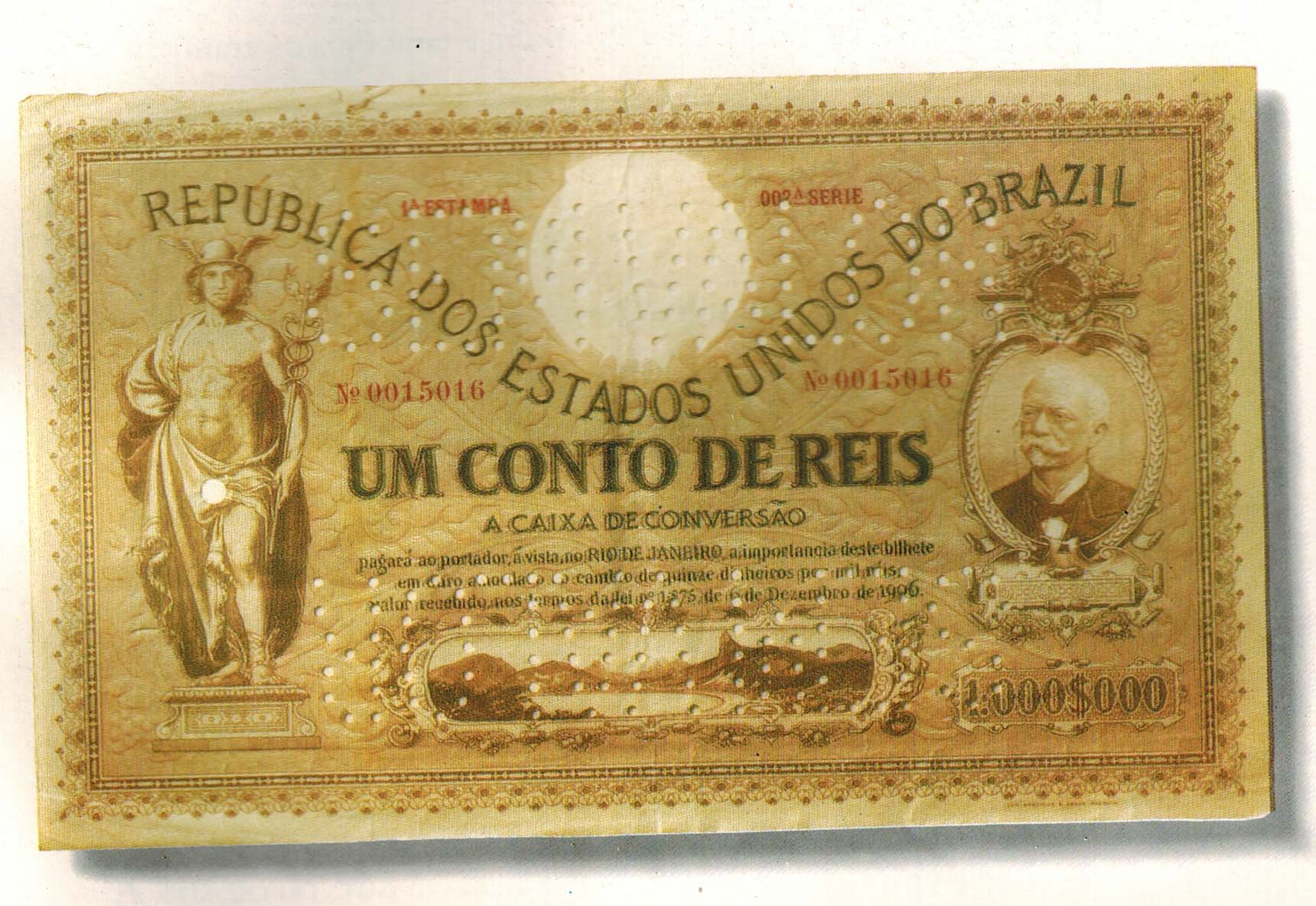
1 Millionen réis, oder 1 conto de réis
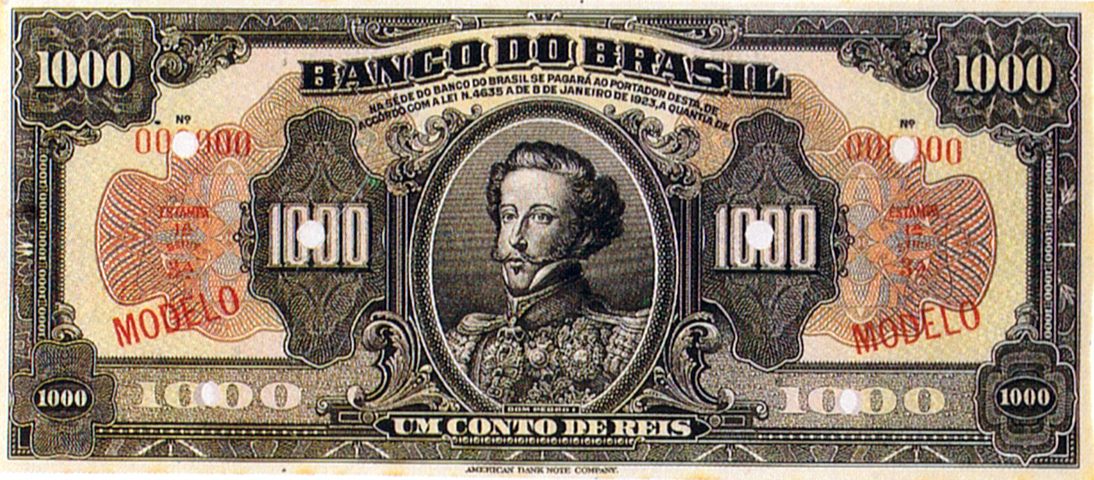
1 tausend réis.